# Јанис Сферопулос
Јанис Сферопулос (грч. Γιάννης Σφαιρόπουλος; Солун, 21. март 1967) jeсте грчки кошаркашки тренер и бивши кошаркаш. Тренутно је тренер Црвене звезде.

## Играчка каријера
Сферопулос је почео играти кошарку у млађим категоријама Аполон Каламаријаса с дванаест година. Две године је играо у сениорској екипи Аполон Каламаријаса који се такмичио у Другој лиги Грчке. Тада је такође обављао и улогу тренера. С двадесет и једном годином опростио се од професионалног играња кошарке како би се потпуно посветио тренерској каријери.

## Тренерска каријера

### Клубови
Сферопулос је тренерску каријеру, баш као и играчку, почео у редовима Аполон Каламаријаса. Тамо је био тренер од 1986. до 1997. Био је тренер кадетског, јуниорског и сениорског тима. Сениорску екипу Аполон Каламаријаса, који је преузео 1994, водио је грчкој четвртој и трећој лиги.
Био је помоћни тренер у грчком прволигашу ПАОК-у од 1997. до 2005. као и први тренер тог тима у сезони 2000/01. Потом је био помоћник Пинију Гершону и Панајотису Јанакису у Олимпијакосу од 2005. до 2008.
Године 2006. тренирао је тим Кливленд кавалирса у НБА летњој лиги. Од 2008. до 2011. био је главни тренер Колососа. Од 2011. до 2012. био је помоћник Јонасу Казлаускасу у ЦСКА из Москве. Краткотрајно се потом задржао у улози помоћног тренера у Хјустон рокетсима.
У новембру 2012. постављен је за главног тренера Паниониоса који је тад играо у Еврокупу. Две године касније вратио се у Олимпијакос, али овог пута у улози главног тренера. Године 2015. продужио је уговор с клубом из Пиреја до сезоне 2017/18. С Олимпијакосом је два пута стигао до финала Евролиге. Први пут у сезони 2014/15. када је поражен од Реал Мадрида и други пут у сезони 2016/17. када је поражен од Фенербахчеа. С клубом је два пута био првак Грчке (2015. и 2016). После пораза Олимпијакоса од Панатинаикоса у завршници грчког првенства 2018, Олимпијакос је саопштио да ће Сферопулос и клуб прекинути сарадњу.
Дана 18. новембра 2018. Сферопулос је именован за новог тренера Макабија из Тел Авива. Сферопулос је договорио једноипогодишњу сарадњу с израелским тимом. Дана 13. јуна 2019. осигурао је Макабију 53. израелски лигашки наслов после победе над Макабијем Ришон Лецион у финалу. Притом је проглашен кошаркашким тренером године у Израелу.
Дана 15. децембра 2019. Сферопулос је продужио уговор с Макабијем. Дана 15. фебруара 2022. добио је отказ после претрпљеног пораза у полуфиналу Купа Израела и лоше сезоне у Евролиги. С Макабијем је три пута био првак Израела (2019, 2020. и 2021).
Дана 22. октобра 2023. Сферопулос је постао нови тренер Црвене звезде. Сарадња је договорена на две године. Дана 6. јануара 2025. потписао је нови двогодишњи уговор са српским клубом.

### Репрезентација
Сферопулос је у два наврата био помоћник у стручном штабу кошаркашке репрезентације Грчке: први пут од 2001. до 2004. (када је био помоћни тренер селекторима Костасу Петропулосу, Јанису Јоанидису и Панајотису Јанакису) и други пут од 2009. до 2010. (када је био помоћни тренер селектору Јонасу Казлаускасу). Током првог мандата био је члан стручног штаба грчке репрезентације на Олимпијским играма 2004, а током другог на Европском првенству 2009. и Светском првенству 2010.

## Тренерска статистика

### Евролига
| Екипа           | Година   | ОУ  | П   | И  | П : И (%) | Исход                                      |
| --------------- | -------- | --- | --- | -- | --------- | ------------------------------------------ |
| Олимпијакос     | 2014/15. | 26  | 18  | 8  | 69,2      | Финале                                     |
| Олимпијакос     | 2015/16. | 24  | 14  | 10 | 58,3      | Фаза топ 16                                |
| Олимпијакос     | 2016/17. | 37  | 23  | 14 | 62,2      | Финале                                     |
| Олимпијакос     | 2017/18. | 34  | 20  | 14 | 58,8      | Четвртфинале                               |
| Макаби Тел Авив | 2018/19. | 23  | 13  | 10 | 56,5      | Регуларни део сезоне                       |
| Макаби Тел Авив | 2019/20. | 28  | 19  | 9  | 67,9      | Прекинута сезона услед пандемије ковида 19 |
| Макаби Тел Авив | 2020/21. | 34  | 14  | 20 | 41,2      | Регуларни део сезоне                       |
| Макаби Тел Авив | 2021/22. | 23  | 11  | 12 | 47,8      | Добио је отказ                             |
| Црвена звезда   | 2023/24. | 30  | 10  | 20 | 33,3      | Регуларни део сезоне                       |
| Црвена звезда   | 2024/25. | 65  | 38  | 27 | 45,5      | Плеј-ин                                    |
| Укупно          | Укупно   | 229 | 143 | 86 | 57,6      |                                            |